# Plaza Chile Perú
La plaza Chile Perú está ubicada en la comuna da La Reina, entre las calles Salvador Izquierdo, Salvador Izquierdo Poniente, avenida Príncipe de Gales y la calle Alcalde Manuel de La Lastra, a la vez que la cruza la calle Nocedal. Esta plaza, de 10 200 m², es una de las principales de la comuna de La Reina. Aquí se realizan diversos eventos, como la Feria del Libro que se organiza todos los años. En su entorno se encuentran restaurantes, sucursales bancarias, supermercados, y cafeterías.  

## Historia
La plaza Chile Perú fue creada poco después de la fundación de la comuna, siendo una de las primeras plazas de La Reina. Fue inaugurada el 29 de julio de 1964 en una ceremonia encabezada por el alcalde de la comuna, Óscar Castro Vergara, y que contó con la asistencia del embajador de Perú en Chile, Armando Revoredo Iglesias; la industria Asimet donó a la plaza dos mástiles de acero, además de un cóndor y una punta de lanza fabricadas en bronce.
El 4 de noviembre de 1966 se iniciaron los servicios de la Empresa Municipal de Transportes de La Reina mediante un recorrido realizado por 14 buses de color rojo y blanco que circulaban desde la Plaza Chile Perú hasta la Estación Mapocho.
El 27 de agosto de 2005, esta plaza fue arrasada por las aguas del canal de Ramón. Posteriormente fue completamente remodelada mediante un plan maestro que incluyó el soterramiento del cableado en la avenida Príncipe de Gales y la instalación de juegos de luces a nivel del suelo que generan efectos visuales y cromáticos.